# トドス・トゥス・ムエルトス
トドス・トゥス・ムエルトス（Todos Tus Muertos） は、1985年に結成されたアルゼンチン出身のパンク、レゲエバンドである。1999年のフジロックフェスティバルでは3日間とも出演し、最終日にはクロージング・アクトも務めた。

## メンバー
2015年–現在のラインナップ
- Felix Gutiérrez - ベース、バック・ボーカル
- フィデル・ナダル (Fidel Nadal) - リード・ボーカル
- Pablo Molina - ボーカル、パーカッション
- Germán Álvarez - キーボード
- Ricki Sanguinetti - リード・ギター
- Damián Domínguez - ドラム

2004年–2011年のラインナップ
- Felix Gutiérrez - ベース、バック・ボーカル (1985年–2011年)
- Horacio "Gamexane" - リード・ギター、バック・ボーカル (1985年–1990年、1993年–2011年) ※2011年死去
- Pablo Molina - ボーカル、パーカッション (1994年–2011年)
- Christian Fabrizio - ドラム (2004年–2011年)
- Germán Álvarez - キーボード (2004年–2011年)

旧メンバー
- Jorge Iacobellis - ドラム (1990年–1993年)
- Julio Amin - リード・ギター (1990年–1993年)
- Pablo Potenzoni - ドラム (1993年–2000年)
- Cristian Ruiz - ドラム (1985年–1989年)

## ディスコグラフィ

### スタジオ・アルバム
- Todos Tus Muertos (1988年)
- Nena de Hiroshima (1991年)
- 『ダーレ・アボリヘン』 - Dale Aborigen (1994年)
- Subversiones (1996年)
- 『解放宣言』 - El Camino Real (1998年)
- Crisis Mundial (2010年)

### ライブ・アルバム
- Argentina te Asesina (1995年)
- Re-Unión (2006年)

### コンピレーション・アルバム
- Greatest Hits (2008年) ※メキシコ限定